# Polo Polo
Leopoldo Roberto García Peláez Benítez (León, Guanajuato, 9 de marzo de 1944-Cuernavaca, 23 de enero de 2023), más conocido con el nombre artístico de Polo Polo, fue un comediante mexicano.

## Comedia negra
Sus rutinas se caracterizan por referencias sexuales, doble sentido, albures y lenguaje explícito popular, relatadas como una supuesta anécdota personal. Su estilo se basa en contar chistes sencillos pero de manera muy detallada, con muchos absurdos en la historia, por lo general incluido él mismo o alguien cercano como protagonista. Utiliza todo tipo de lenguaje obsceno y el objetivo es que la gente se divierta con el desarrollo de la historia y no necesariamente con el final del chiste, de tal forma que sus espectáculos en vivo son únicos porque cada chiste lo desarrolla de forma diferente, incluso con el mismo final.[cita requerida]
El material de Polo Polo sufrió de bajas ventas debido a la censura de los años 80 y 90, ya que era muy difícil adquirir su material original en sitios donde se vendían otros contenidos musicales. En los discos o audiocassettes de Polo Polo se advierte que el contenido es exclusivo para adultos, por el tipo de lenguaje y referencias sexuales. Así mismo, su tipo de humor consiste en ridiculizar las situaciones de la vida diaria y la vida sexual. Su material, a diferencia de otros comediantes, no contiene mensajes políticos o críticas sociales (sólo actuaciones recientes contienen una referencia a los políticos y a algunos hechos sociales, aunque siempre con un toque personal debido a su creatividad para poder encontrar humor en situaciones difíciles así como hechos también de la época), dando como resultado un humor adaptable a cualquier tipo de situación.[cita requerida]
De manera indirecta, sus materiales discográficos supusieron un primer acercamiento para algunos adolescentes y púberes al mundo de la comedia a base de doble sentido y albur mexicano, lo que también fue una inspiración para algunos comediantes.[cita requerida]
Del mismo modo es disfrutado por gente de todos los estratos sociales, lo que convierte su estilo de comedia en un tipo de comedia stand-up, único en su clase en América Latina. Su difusión más allá de México se facilitó primeramente gracias a las personas extranjeras que adquirían en México su material discográfico y lo llevaban a sus países de origen, y luego gracias al auge de Internet. Además,  a principios de 2006 muchos diseñadores gráficos independientes comenzaron a ilustrar sus chistes con animaciones acordes a las situaciones. Todo esto lo convirtió en uno de los cómicos latinoamericanos más populares.[cita requerida]

## Biografía
Leopoldo Roberto García Peláez Benítez nació el 9 de marzo de 1944 en la ciudad de León, Guanajuato, en el seno de una familia dedicada a la industria zapatera. Tras dedicarse algunos años al oficio de la familia, y habiendo ya llegado a la edad adulta, descubre su vocación humorística, la cual lo lleva en un principio a trabajar en pequeños establecimientos sin percibir remuneración alguna.[cita requerida] Saltó a la fama nacional por sus “coloridos” chistes.

### Los comienzos
El público y la popularidad de Polo Polo aumentaron paulatinamente, por lo que en 1976 su espectáculo se trasladó a un club más grande llamado Keops Nightclub, donde se presentaba todas las noches con todas sus localidades vendidas. Conforme la popularidad de Polo Polo alcanzó grandes niveles, el comediante tuvo la oportunidad de alternar su espectáculo con presentaciones en los bares del Conjunto Marrakesh y en el centro nocturno El Cantar de los Cantares. Durante muchos años consecutivos, el espectáculo de Polo Polo fue un sello distintivo del centro nocturno "Keops", hasta que en 1986 le llegó la oportunidad de presentarse en el salón más grande de México, llamado Crown Hall del Hotel Crowne Plaza, y en eventos multitudinarios.[cita requerida]

#### Primeros pasos
Además, a este comediante se le dio la oportunidad de grabar en vivo su primer disco con la compañía discográfica Musart, titulado "El Viaje a España". A pesar de la poca difusión por radio (debido al contenido explícito de albures en los chistes), el álbum vendió más de 100,000 copias. Este periodo de incomparable éxito y actividad fue sumamente memorable para Polo Polo, pues fue cuando estableció el récord del espectáculo con mayor duración, que permanece vigente hasta la fecha. Tanta fue su fama que, sin saber nada de actuación, llegó a ser invitado para actuar en cinco películas del cine de ficheras, apareció en títulos como La lechería de Zacarías, Dando y dando, pajarito volando y El chico temido.[cita requerida]
La década de los años 80 está marcada por sus consistentes apariciones en programas nocturnos de televisión, y por la demanda que tuvo en toda la República Mexicana, llegando inclusive a debutar fuera del territorio de México. Su primera aparición en Estados Unidos fue en 1988, invitado por la Exclusive Artist Productions en el Chache Super Club de Hollywood, donde sus presentaciones por 10 días estuvieron a teatro lleno. Centros nocturnos, palenques e inclusive celebraciones privadas fueron parte de la actividad del comediante desde entonces hasta la fecha.[cita requerida]

### Consolidación como comediante
En los años 90, Polo Polo se consolida como uno de los favoritos del público y sigue recorriendo la República Mexicana y los Estados Unidos. El 3 y 4 de diciembre de 1994, Polo Polo presentó dos shows en el Gran Olympic Auditorium de Los Ángeles, California, con récords de asistencia. Similar situación se repitió en el Sahara Hotel & Casino de Las Vegas, Nevada, en el Universal Amphitheater en Universal City, California, en el Emilios Ballroom en Houston, Texas, en el Celebrity Theather en Phoenix, Arizona y otros. En México, los centros nocturnos más exclusivos como el Premier, Centro Nocturno “El Patio”, el Teatro Blanquita y el Teatro San Rafael, entre otros, lo demandan en gigantes proporciones, mientras que el comediante sigue sacando a la venta más y más producciones discográficas.
A finales de la década, Polo Polo condujo un programa de televisión llamado "Con Ganas", el cual tuvo una corta duración, a pesar de su éxito popular. Al final de cada programa, quien participaba tenía que superar una prueba para ganar un viaje al Mundial Francia 98.[cita requerida]
Desde sus inicios, Polo Polo garantiza un show nuevo cada año, lo que permite al público tener la seguridad de que el material que verá será totalmente nuevo.[cita requerida]

### Cine
A lo largo de su carrera, Polo Polo trabajó en las películas Investigador privado... muy privado, Sólo para adúlteros, Los relajados, Duro y parejo en la casita del pecado y La lechería de Zacarías.[cita requerida]

### El nuevo milenio
Ya para el año 2000, Polo Polo era el ejemplo de una carrera artística exitosa en la que combinaba la actuación en películas con las obras de teatro, la conducción, la canción y, desde luego, la presentación de sus espectáculos humorísticos, compartiendo créditos con Jorge Falcón y Héctor Suárez.
Algún tiempo después, participó en el programa La escuelita VIP, producido por el comediante Jorge Ortiz de Pinedo y con quien actuó al lado de numerosos artistas como Martha Ofelia Galindo, Luis de Alba, Chabelo, Roxana Martínez, Lorena Herrera, Jorge Muñiz, Mauricio Herrera, Raul Padilla "Choforo", Galilea Montijo, Isabel Madow, Luz Elena González y Rafael Inclán.
En 2007 apareció como invitado en el programa Otro rollo, conducido por Adal Ramones
El 22 de febrero de 2010 hizo el relanzamiento de su ya conocida página web, www.polopolo.mx, Integrando redes sociales, que cuentan con más de un millón de seguidores, tanto en Facebook como en Twitter.  Archivado el 1 de marzo de 2010 en Wayback Machine.
En febrero de 2010 lanzó en tres de las principales cadenas de cines del país su show pregrabado El Show de Polo Polo: Reca(r)gado disponible durante varios días, revolucionando así la manera de presentar este tipo de shows y haciéndolos más accesibles al público.[cita requerida]
A su vez, cuenta con numerosos vídeos animados con sus chistes (los cuales han sido realizados por diseñadores gráficos del país como Bachan, Ga-Pema y otros independientes) y tiene varios CD con su repertorio.

### Discografía
- Polo Polo Vol.1
- Polo Polo Vol.2
- Polo Polo Vol.3
- Polo Polo Vol.4
- Polo Polo Vol.5
- Polo Polo Vol.6
- Polo Polo Vol.7
- Polo Polo Vol.8
- Polo Polo Vol.9
- Polo Polo Vol.10
- El Show En Vivo Grabado En El Teatro San Rafael
- Polo Polo Vol.11
- Polo Polo Vol.12
- Lo Mejor Y Algo Más: 25 Aniversario (Recopilación)
- Lo Mejor De Polo Polo (Recopilación)
- Polo Polo Vol.14
- Polo Polo Vol.15
- Polo Polo Vol.16 - El Show En Vivo Del 2000
- Polo Polo 17
- El Nuevo Show En Vivo - Vol.18
- Show En Vivo 2005
- Polo Polo 110 % (Recopilación)

## Fallecimiento
El 23 de enero de 2023, mediante redes sociales y en su cuenta de Facebook, se informó el fallecimiento de Polo Polo a causa de una insuficiencia cardíaca.